# Bremer Demokratische Volkspartei
Die Bremer Demokratische Volkspartei (Kurzbezeichnung: BDV) war eine bürgerliche Nachkriegspartei im späteren deutschen Bundesland Bremen. Sie wurde 1945 gegründet und schloss sich 1951 der FDP an.

## Geschichte
Im Mai 1945 wurde in Kreisen der Handelskammer Bremen erwogen, liberale Kreise in einer Partei zu sammeln. Es herrschte zunächst keine Einigkeit über eine bürgerliche Einheitspartei, die Rechts- und Linksliberale, die vor 1933 in der DVP, der Deutschen Staatspartei und dem Zentrum zusammengefasst waren, in einer gemeinsamen Partei zu einigen. Die BDV konstituierte sich am 28. Oktober 1945 als liberale Sammlungspartei und wurde am 7. Dezember 1945 von der Militärregierung zugelassen. Am 31. Januar 1946 hatte sie 350 Mitglieder und besaß durch bedeutende Personen wie Hermann Apelt, Wilhelm Böhmert, Theodor Spitta und Hermann Wenhold großes Gewicht.
Auch christliche – katholische und evangelische – Kreise schlossen sich der BDV an und versuchten, die Partei in die CDU zu führen. Ein Antrag auf Anschluss an die CDU scheiterte, worauf Teile der BDV zur am 6. Juni 1946 gegründeten Bremer CDU wechselten. Im Sommer 1946 kam es zu einer weiteren Abspaltung und Gründung der FDP Bremen. Am 11./12. Dezember 1948 erfolgte dann der Zusammenschluss aller liberalen Landesparteien in den Westzonen zur FDP unter Einschluss der BDV, die im Juni 1949 den ersten Bundesparteitag der FDP ausrichtete. 1951 schloss sich die BDV endgültig der FDP Bremen an.

### Wahlergebnisse
Der Anteil der BDV an Stimmen für die Bürgerschaftswahlen in Bremen-Stadt betrug: 13. Oktober 1946: 18,3 %; 12. Oktober 1947: 16,5 %; 7. Oktober 1951: 13,2 %. Für die Ergebnisse im Land Bremen siehe: Wahlergebnisse und Senate in Bremen.

## Bedeutende Mitglieder
- Wilhelm Beuke
- Ludwig Hillmann
- Gustav Wilhelm Harmssen
- Johanne Lohmann
- Johann Meierdierks
- Paul Stepbach
- Friedrich-Wilhelm Weber